# Thylogale billardierii
Thylogale billardierii é uma espécie de marsupial da família Macropodidae. Pode ser encontrada na Austrália e Nova Guiné.